# Ein altes Modell
Ein altes Modell ist ein deutscher Fernsehfilm von Ulrich Thein aus dem Jahr 1976.

## Handlung
Bruno Nakonz lebt mit seiner Frau Frieda auf dem Dorf. Nur selten kommt er in die Stadt, doch auch vor dem Dorf macht der Fortschritt nicht halt. Sehr zum Unmut von Bruno wird sein Haus nun über moderne Leitungen mit Wasser versorgt. Seit der Umstellung vor wenigen Stunden ist das Wasser jedoch trübe und Bruno will sich in der Stadt beschweren, dass man ihm sein Brunnenwasser nicht mehr zugestehe, zumal er selbst den Brunnen einst angelegt hat. Frieda macht Bruno zudem darauf aufmerksam, dass die zehn Jahre alte elektrische Kaffeemühle plötzlich nicht mehr funktioniert. Bruno will sie im Elektroladen des Dorfes reparieren lassen, doch die Verkäuferin würde die Mühle nur zur Reparatur in die Stadt schicken. Irritiert und empört darüber, dass er den Laden nicht mit der reparierten Mühle, sondern nur mit einem Abholschein verlassen soll, begibt sich Bruno selbst in die Stadt.
Er wird vom LKW-Fahrer Franz Robel bis zu einer Fabrik mitgenommen und fährt von dort im Auto seines Bekannten Zilias das letzte Stück in die Stadt. Das ihm bekannte Elektrogeschäft ist jedoch schon seit langer Zeit ein Blumenladen, während ein An- und Verkauf für Elektroartikel gerade Mittagspause macht. In einem Café wird Bruno zunächst unfreundlich bedient, weil er ein Bier verlangt, es im Café jedoch kein Bier gibt. Auch mit dem modernen Ampelsystem hat Bruno große Probleme. Am Ende wartet er auf einer Parkbank auf das Verstreichen der Mittagspause, schläft jedoch ein und wacht erst am späten Nachmittag auf. Auf einer Parkbank gegenüber sitzt ein junger Mann, dessen Vater sich als Elektriker entpuppt. Elektriker Schulz jedoch winkt ab, als Bruno ihn aufsucht. Er muss für sein Fernstudium lernen und ständig wollen Menschen, dass er ihnen Dinge repariert. Brunos Kaffeemühle schaut er nur kurz an und rät Bruno dann, das Gerät wegzuschmeißen und sich ein neues zu kaufen, was preiswerter als eine Reparatur sei.
Geschlagen kehrt Bruno in sein Dorf zurück. Er setzt sich kurz in die Bahnhofskneipe, wo er jedoch selbst das von Franz angebotene Bier ablehnt, zu tief sitzt auch die Erkenntnis über sein eigenes Überholtsein. Franz und der Wirt machen sich Sorgen und bitten den Feinmechaniker Antek, auf seinem Heimweg bei Bruno vorbeizuschauen. Bruno stellt die alte Kaffeemühle resignierend an den Bordstein und Antek fällt auf seinem Rad fast darüber. Er bringt Bruno die Mühle hinterher. Bruno wiederum gibt vor, sie verloren zu haben. Er erklärt Antek, dass das alte Modell kaputt sei und deswegen entsorgt werden soll, doch Antek gelingt es unter einer Laterne mit einfachen Handgriffen, die Mühle aufzuschrauben und einen losen Draht zu befestigen. Die Mühle funktioniert wieder. Bei seiner Rückkehr erzählt ihm Frieda, dass auch das Wasser wieder klar sei, nachdem sie es den Tag über hat laufen lassen.

## Produktion
Der Film erlebte am 27. Dezember 1976 im Fernsehen der DDR seine Erstaufführung und damit am 70. Geburtstag von Hauptdarsteller Erwin Geschonneck. Am 2. Januar 2007 lief der Film erstmals im MDR im Fernsehen der Bundesrepublik. Der Film wurde in der Oberlausitz um Weißwasser und im Kraftwerk Boxberg gedreht. Teilweise wurde der Film auch im Landkreis Uckermark, Bundesland Brandenburg, in der Gemeinde Klein Fredenwalde gedreht. 
Die Filmbauten schuf Joachim Bober, die Kostüme stammen von Ingeborg Hanke und für die Dramaturgie war Margit Schaumäker verantwortlich.